# 硫化镉
硫化鎘是硫和镉的无机化合物，化学式为CdS。它是一种N型光电导半导体材料。属Ⅱ-Ⅵ族化合物半导体。分子量144.476,属六方晶格结构，晶格常数5.86×10-10m,熔点1750℃，禁带宽度2.41电子伏,电子和空穴的迁移率分别为2×10-2和2×10-3米2/伏·秒，相对介电常数11.6。硫化鎘是一種黃色固體，幾乎不溶於水，普遍在閃鋅礦和纖鋅礦雜質中發現，這亦是鎘的主要來源。作為一種化合物，易於分離純化。

## 反應
硫化鎘與鹽酸反應，生成氯化鎘及釋出硫化氫。
CdS  +  2 HCl   →   CdCl2  +  H2S
H2S → H2 + S ΔHf = +9.4 kcal/mol

## 應用
- 硫化鎘主要用作顏料。
- 硫化鎘和硒化鎘用於製造光敏電阻。

### 顏料
硫化鎘被稱為鎘黃（Pigment yellow 37）。通過加入不同分量的硒，可獲得各種顏色，例如CI pigment orange 20 及 CI pigment red 108。

## 安全性
硫化鎘（CdS）有毒，以粉塵形式吸入時尤其危險，鎘化合物一般被歸類為致癌物質。 當硫化鎘用作紋身中的顏色時，已有生物相容性問題的報告。 硫化鎘對大鼠的半數致死劑量 LD50 約為 7,080 mg/kg ，此數值高於其他鎘化合物的原因在於其低溶解度。
含鎘的電器受歐盟危害性物質限制指令的規範。